# Victoria Latta
Victoria Latta, född den 10 juni 1951 i Auckland, Nya Zeeland, är en nyzeeländsk ryttare.
Hon tog OS-brons i lagtävlingen i fälttävlan i samband med de olympiska ridsporttävlingarna 1996 i Atlanta.